# Amphiglena marita
Amphiglena marita är en ringmaskart som beskrevs av Chlebovitsch 1959. Amphiglena marita ingår i släktet Amphiglena och familjen Sabellidae. Inga underarter finns listade i Catalogue of Life.